# Дюрант (Оклахома)
Вижте пояснителната страница за други значения на Дюрант.
Дюрант (на английски: Durant) е град в Съединени американски щати, в щат Оклахома. Административен център на окръг Брайън. Населението на града през 2010 година е 15 856 души.